# Michajłowska Szkoła Artylerii
Michajłowska Szkoła Artylerii (w literaturze spotykana nazwa Michajłowska Szkoła Artyleryjska; ros. Михайловское артиллерийское училище) – rosyjska instytucja edukacyjna, istniejąca w Petersburgu, której ukończenie dawało absolwentom wykształcenie średnie specjalne (wojskowe - oficer artylerii).

## Historia szkoły
Szkołę Artylerii otwarto w Petersburgu 25 listopada 1820 z inicjatywy generała-feldzeugmeistra wielkiego księcia Michała Pawłowicza, w celu przygotowania oficerów do służby w jednostkach artylerii bojowej. W późniejszym okresie pełniła funkcję placówki przygotowawczej do Michajłowskiej Akademii Artylerii. Początkowo szkoła była przeznaczona dla 120 studentów studiów stacjonarnych i 28 niestacjonarnych, w pięcioletnim cyklu nauczania. 
Po śmierci założyciela szkole nadano nazwę Michajłowska (19 września 1849). Pierwsza oficjalna ceremonia ukończenia szkoły przez kadetów miała miejsce w lutym 1823, a przez oficerów 11 stycznia 1825 (ukończyło ją 38 oficerów). 
Formalnie jednostkę rozwiązano 6 listopada 1917, faktycznie przekształcono ją w I Radziecki Piotrogrodzki Kurs Dowódczy Artylerii. 
Szkołę ukończyło ponad 5 tysięcy oficerów artylerii.. 

## Komendanci szkoły
- 13.05.1899 - 03.01.1900 - generał major Stiepan Wałowaczow;
- 04.01.1900 - 25.07.1906 - generał major Dmitrij Niewadowski;
- 25.07.1906 - 28.09.1912 - generał major Wsiewołod Wacharłowski;
- 26.12.1912 - 21.10.1916 - generał major Piotr Karaczan;
- 14.12.1916 - 03.10.1917 - generał major Iwan Leontowski;
- 03.10. - 06.11.1917 - generał major Iwan Michajłowski - ostatni komendant szkoły, późniejszy komendant I kursów dowódczych artylerii radzieckiej[3].

## Absolwenci szkoły
W nawiasie obok nazwiska podano rok ukończenia szkoły.

- Aleksandr Taube

Polacy - późniejsi generałowie:

- Roman Jasieński;
- Antoni Kaczyński;
- Aleksander Kowalewski;
- Kazimierz Pławski;
- Leonard Skierski;
- Andrzej Tupalski;
- Romuald Wołyncewicz[4].